# Ed Benedict
Pour les articles homonymes, voir Benedict.
Edward A. Benedict (23 août 1912, East Cleveland, Ohio – 28 août 2006, Auburn, Californie) était un animateur et artiste de layout américain. Il est surtout connu pour son travail chez Hanna-Barbera, où il dessina Fred Pierrafeu, Yogi l'ours et Pouf et Riqui.

## Biographie
Benedict commence sa carrière d'animateur en 1930 aux Studios Walt Disney. Il travaille alors comme assistant sur The Clock Store.
Il quitte rapidement le studio et rejoint Universal Studios en 1933 comme animateur pour Walter Lantz sur la série Oswald le lapin chanceux, ancienne production de Disney. Son premier crédit est sur The Dizzy Dwarf (1934). Au début des années 1940, après l'arrêt des Oswald chez Lantz en 1938, il retourne brièvement chez Disney dont l'un des rares crédits est pour La Boîte à musique (1946). Après il travaille comme animateur pour les publicités télévisées.
En 1952, Tex Avery avec qui il avait travaillé chez Universal, le contacte pour l'embaucher et produire des séries d'animations pour Metro-Goldwyn-Mayer. Benedict devient le principal acteur sur les travaux de layout pour Avery puis pour Michael Lah après le départ d'Avery. Son travail peut s'apprécier dans Dixieland Droopy, The First Bad Man (en) et Deputy Droopy.
À la fin des années 1950, Benedict est recruté par William Hanna et Joseph Barbera, anciens de MGM pour travailler sur des séries télévisées d'animations dont The Ruff & Reddy Show. Il développe aussi les personnages de Yogi Bear, Huckleberry Hound, Quick Draw McGraw (en) et plusieurs des Pierrafeu. Il quitte Hanna-Barbera à la fin des années 1960 mais continue comme animateur indépendant.
Benedict est mort durant son sommeil dans sa maison d'Auburn, Californie le 28 août 2006.

## Filmographie
- 1931 : The Clock Store[1]
- 1934 : The Dizzy Dwarf, animateur
- 1935 : Springtime Serenade (en), animateur
- 1935 : Amateur Broadcast, animateur
- 1935 : Quail Hunt, animateur
- 1936 : Alaska Sweepstakes, animateur
- 1936 : Battle Royal, animateur
- 1936 : Unpopular Mechanic, animateur
- 1937 : The Golfers, animateur
- 1937 : Steel Workers, animateur
- 1937 : Fireman's Picnic, animateur
- 1937 : The Mechanical Handy Man, animateur
- 1937 : The Dumb Cluck, animateur
- 1939 : Birth of a Toothpick, animateur
- 1946 : La Boîte à musique, layout
- 1955 : The First Bad Man (en), layout (non crédité)
- 1955 : Deputy Droopy, layout
- 1957 : Cellbound, layout
- 1957 : Grin and Share It, layout
- 1957 : Mucho Mouse, layout
- 1957 : Blackboard Jumble, layout
- 1957 : One Droopy Knight, layout
- 1958 : Sheep Wrecked, layout
- 1958 : Mutts About Racing, layout
- 1958 : Droopy Leprechaun, layout
- 1958-1959 : Roquet belles oreilles, layout, 8 épisodes
- 1959 : Quick Draw McGraw (en), layout, nombre inconnu d'épisodes
- 1960 : Les Pierrafeu, nombre inconnu d'épisodes
- 1969-1970 : Satanas et Diabolo, layout, 17 épisodes
- 1972 : The Flintstone Comedy Hour (en), layout
- 1974 : Hong Kong Phooey, layout, 16 épisodes
- 1976 : The Mumbly Cartoon Show , layout artist
- 1979 : The Flintstones Meet Rockula and Frankenstone (en)
- 1980 : The Flintstone Comedy Show (en), layout, 1 épisode
- 1981 : The Flintstones: Wind-Up Wilma (en)
- 1999 : Boo Boo Runs Wild (en), layout

## Récompenses
- Winsor McCay Award, 1994